# Challenger de Numea 2017

El torneo BNP Paribas de Nouvelle-Calédonie 2017 fue un torneo profesional de tenis. Pertenece al ATP Challenger Series 2017. Se disputó su 14.ª edición sobre superficie dura, en Numea, Nueva Caledonia, entre el 2 y el 7 de enero de 2017.

## Jugadores participantes del cuadro de individuales
| Favorito | País                      | Jugador                 | Rank1 | Posición en el torneo |
| -------- | ------------------------- | ----------------------- | ----- | --------------------- |
| 1        | Bandera de Francia        | Adrian Mannarino        | 60    | CAMPEÓN               |
| 2        | Bandera de España         | Roberto Carballés Baena | 145   | Semifinales           |
| 3        | Bandera de Corea del Sur  | Lee Duck-hee            | 149   | Primera ronda         |
| 4        | Bandera de Francia        | Quentin Halys           | 153   | Segunda ronda         |
| 5        | Bandera de Francia        | Kenny de Schepper       | 162   | Cuartos de final      |
| 6        | Bandera de Estados Unidos | Dennis Novikov          | 169   | Primera ronda         |
| 7        | Bandera de Italia         | Stefano Napolitano      | 127   | Primera ronda         |
| 8        | Bandera de Francia        | Mathias Bourgue         | 183   | Cuartos de final      |

- 1 Se ha tomado en cuenta el ranking del 26 de diciembre de 2016.

### Otros participantes
Los siguientes jugadores recibieron una invitación (wild card), por lo tanto ingresan directamente al cuadro principal (WC):
- Alexander Blasco
- Joanick Pattoua
- Romain Bousquet
- Nicolas N'Godrela

Los siguientes jugadores ingresan al cuadro principal tras disputar el cuadro clasificatorio (Q):
- Jake Delaney
- Peđa Krstin
- Luca Margaroli
- Finn Tearney

## Campeones

### Individual Masculino
- Adrian Mannarino derrotó en la final a  Nikola Milojević, 6-3, 7-5

### Dobles Masculino
- Quentin Halys /  Tristan Lamasine derrotaron en la final a  Adrián Menéndez-Maceiras /  Stefano Napolitano, 7-6(9), 6-1